# Hassan Al-Haydos
Hassan Khalid Hassan Al-Haydos (tiếng Ả Rập: حسن خالد حسن الهيدوس; sinh ngày 11 tháng 12 năm 1990) là một cầu thủ bóng đá chuyên nghiệp người Qatar thi đấu ở vị trí tiền đạo hoặc tiền vệ tấn công, hiện đang là đội trưởng của câu lạc bộ Al Sadd tại Qatar Stars League.

## Thống kê sự nghiệp

### Câu lạc bộ
Thống kê tính đến ngày 6 tháng 3 năm 2024
| Club         | Season             | League       | League | League | Cup1 | Cup1  | League Cup2 | League Cup2 | Continental3 | Continental3 | Total | Total |
| Club         | Season             | Division     | Apps   | Goals  | Apps | Goals | Apps        | Goals       | Apps         | Goals        | Apps  | Goals |
| ------------ | ------------------ | ------------ | ------ | ------ | ---- | ----- | ----------- | ----------- | ------------ | ------------ | ----- | ----- |
| Al-Sadd      |                    |              |        |        |      |       |             |             |              |              |       |       |
| 2006–07      | Qatar Stars League | 8            | 0      | 2      | 0    | 0     | 0           | 0           | 0            | 10           | 0     |       |
| 2007–08      | Qatar Stars League | 16           | 2      | 2      | 0    | 0     | 0           | 1           | 0            | 19           | 2     |       |
| 2008–09      | Qatar Stars League | 15           | 2      | 2      | 0    | 1     | 1           | 2           | 0            | 20           | 3     |       |
| 2009–10      | Qatar Stars League | 15           | 6      | 1      | 1    | 2     | 2           | 5           | 0            | 23           | 9     |       |
| 2010–11      | Qatar Stars League | 18           | 1      | 1      | 0    | 1     | 1           | 14          | 1            | 34           | 3     |       |
| 2011–12      | Qatar Stars League | 13           | 2      | 2      | 0    | 1     | 0           | 0           | 0            | 16           | 2     |       |
| 2012–13      | Qatar Stars League | 22           | 5      | 5      | 1    | 1     | 0           | 0           | 0            | 28           | 6     |       |
| 2013–14      | Qatar Stars League | 24           | 5      | 4      | 2    | 5     | 1           | 9           | 0            | 42           | 8     |       |
| 2014–15      | Qatar Stars League | 23           | 11     | 4      | 3    | 1     | 0           | 10          | 3            | 38           | 17    |       |
| 2015–16      | Qatar Stars League | 25           | 12     | 4      | 4    | 1     | 0           | 1           | 0            | 31           | 16    |       |
| 2016–17      | Qatar Stars League | 19           | 7      | 5      | 3    | 0     | 0           | 1           | 0            | 25           | 10    |       |
| 2017–18      | Qatar Stars League | 21           | 12     | 4      | 1    | 1     | 0           | 10          | 0            | 36           | 13    |       |
| 2018–19      | Qatar Stars League | 20           | 10     | 3      | 0    | 0     | 0           | 11          | 2            | 34           | 12    |       |
| 2019–20      | Qatar Stars League | 18           | 8      | 4      | 1    | 1     | 0           | 9           | 4            | 30           | 12    |       |
| 2020–21      | Qatar Stars League | 18           | 3      | 4      | 0    | 1     | 0           | 6           | 1            | 29           | 4     |       |
| 2021–22      | Qatar Stars League | 19           | 7      | 1      | 0    | 0     | 0           | 6           | 1            | 26           | 8     |       |
| 2022–23      | Qatar Stars League | 13           | 2      | 6      | 1    | 1     | 0           | 0           | 0            | 20           | 3     |       |
| 2023–24      | Qatar Stars League | 14           | 3      | 0      | 0    | 0     | 0           | 10          | 0            | 24           | 3     |       |
| Career total | Career total       | Career total | 321    | 98     | 53   | 16    | 22          | 5           | 90           | 12           | 484   | 130   |

1Includes Emir of Qatar Cup and Qatar Crown Prince Cup.
2Includes Sheikh Jassim Cup and Qatari Stars Cup.
3Includes AFC Champions League and FIFA Club World Cup and Arab Club Champions Cup.

### Quốc tế
Tính đến ngày 10 tháng 2 năm 2024
| Đội tuyển quốc gia | Năm  | Trận | Bàn |
| ------------------ | ---- | ---- | --- |
| Qatar              | 2008 | 5    | 1   |
| Qatar              | 2009 | 11   | 0   |
| Qatar              | 2010 | 4    | 0   |
| Qatar              | 2011 | 3    | 0   |
| Qatar              | 2012 | 8    | 0   |
| Qatar              | 2013 | 19   | 1   |
| Qatar              | 2014 | 14   | 2   |
| Qatar              | 2015 | 13   | 6   |
| Qatar              | 2016 | 11   | 5   |
| Qatar              | 2017 | 17   | 6   |
| Qatar              | 2018 | 12   | 4   |
| Qatar              | 2019 | 20   | 3   |
| Qatar              | 2020 | 4    | 1   |
| Qatar              | 2021 | 22   | 5   |
| Qatar              | 2022 | 9    | 3   |
| Qatar              | 2023 | 6    | 2   |
| Qatar              | 2024 | 8    | 3   |
| Tổng               | Tổng | 185  | 42  |

#### Bàn thắng quốc tế
Bàn thắng và kết quả của Qatar được để trước.
| #   | Ngày                 | Địa điểm                                                 | Đối thủ      | Bàn thắng | Kết quả      | Giải đấu                      |
| --- | -------------------- | -------------------------------------------------------- | ------------ | --------- | ------------ | ----------------------------- |
| 1.  | 30 tháng 12 năm 2008 | Sân vận động Thani bin Jassim, Al Rayyan, Qatar          | Libya        | 3–1       | 5–2          | Giao hữu                      |
| 2.  | 13 tháng 10 năm 2013 | Sân vận động Thani bin Jassim, Al Rayyan, Qatar          | Yemen        | 2–0       | 6–0          | Vòng loại AFC Asian Cup 2015  |
| 3.  | 6 tháng 10 năm 2014  | Sân vận động Abdullah bin Khalifa, Doha, Qatar           | Uzbekistan   | 2–0       | 3–0          | Giao hữu                      |
| 4.  | 23 tháng 11 năm 2014 | Sân vận động Quôc tế Nhà vua Fahd, Riyadh, Ả Rập Xê Út   | Oman         | 1–1       | 3–1          | Cúp Vùng Vịnh 2014            |
| 5.  | 19 tháng 1 năm 2015  | Sân vận động Australia, Sydney, Úc                       | Bahrain      | 1–1       | 1–2          | AFC Asian Cup 2015            |
| 6.  | 28 tháng 8 năm 2015  | Sân vận động Jassim bin Hamad, Doha, Qatar               | Singapore    | 3–0       | 4–0          | Giao hữu                      |
| 7.  | 3 tháng 9 năm 2015   | Sân vận động Jassim bin Hamad, Doha, Qatar               | Bhutan       | 4–0       | 15–0         | Vòng loại FIFA World Cup 2018 |
| 8.  | 3 tháng 9 năm 2015   | Sân vận động Jassim bin Hamad, Doha, Qatar               | Bhutan       | 15–0      | 15–0         | Vòng loại FIFA World Cup 2018 |
| 9.  | 17 tháng 11 năm 2015 | Sân vận động Changlimithang, Thimphu, Bhutan             | Bhutan       | 2–0       | 3–0          | Vòng loại FIFA World Cup 2018 |
| 10. | 17 tháng 11 năm 2015 | Sân vận động Changlimithang, Thimphu, Bhutan             | Bhutan       | 3–0       | 3–0          | Vòng loại FIFA World Cup 2018 |
| 11. | 24 tháng 3 năm 2016  | Sân vận động Jassim Bin Hamad, Doha, Qatar               | Hồng Kông    | 1–0       | 2–0          | Vòng loại FIFA World Cup 2018 |
| 12. | 25 tháng 8 năm 2016  | Sân vận động Jassim Bin Hamad, Doha, Qatar               | Thái Lan     | 1–0       | 3–0          | Giao hữu                      |
| 13. | 25 tháng 8 năm 2016  | Sân vận động Jassim Bin Hamad, Doha, Qatar               | Thái Lan     | 3–0       | 3–0          | Giao hữu                      |
| 14. | 6 tháng 10 năm 2016  | Sân vận động Suwon World Cup, Suwon, Hàn Quốc            | Hàn Quốc     | 1–1       | 2–3          | Vòng loại FIFA World Cup 2018 |
| 15. | 11 tháng 10 năm 2016 | Sân vận động Jassim Bin Hamad, Doha, Qatar               | Syria        | 1–0       | 1–0          | Vòng loại FIFA World Cup 2018 |
| 16. | 14 tháng 6 năm 2017  | Sân vận động Jassim Bin Hamad, Doha, Qatar               | Hàn Quốc     | 1–0       | 3–2          | Vòng loại FIFA World Cup 2018 |
| 17. | 14 tháng 6 năm 2017  | Sân vận động Jassim Bin Hamad, Doha, Qatar               | Hàn Quốc     | 3–2       | 3–2          | Vòng loại FIFA World Cup 2018 |
| 18. | 23 tháng 8 năm 2017  | Sân vận động Jassim Bin Hamad, Doha, Qatar               | Turkmenistan | 1–0       | 2–1          | Giao hữu                      |
| 19. | 23 tháng 8 năm 2017  | Sân vận động Jassim Bin Hamad, Doha, Qatar               | Turkmenistan | 2–0       | 2–1          | Giao hữu                      |
| 20. | 10 tháng 10 năm 2017 | Sân vận động Jassim Bin Hamad, Doha, Qatar               | Curaçao      | 1–0       | 1–2          | Giao hữu                      |
| 21. | 29 tháng 12 năm 2017 | Sân vận động Quốc tế Jaber Al-Ahmad, Kuwait City, Kuwait | Bahrain      | 1–0       | 1–1          | Cúp Vùng Vịnh 2017            |
| 22. | 11 tháng 9 năm 2018  | Sân vận động Quốc tế Khalifa, Doha, Qatar                | Palestine    | 3–0       | 3–0          | Giao hữu                      |
| 23. | 12 tháng 10 năm 2018 | Jassim Bin Hamad Stadium, Doha, Qatar                    | Ecuador      | 3–0       | 4–3          | Giao hữu                      |
| 24. | 19 tháng 11 năm 2018 | Kehrwegstadion, Eupen, Bỉ                                | Iceland      | 1–0       | 2–2          | Giao hữu                      |
| 25. | 31 tháng 12 năm 2018 | Sân vận động Quốc tế Khalifa, Doha, Qatar                | Iran         | 1–1       | 1–2          | Giao hữu                      |
| 26. | 29 tháng 1 năm 2019  | Sân vận động Mohammed Bin Zayed, Abu Dhabi, UAE          | UAE          | 3–0       | 4–0          | AFC Asian Cup 2019            |
| 27. | 5 tháng 9 năm 2019   | Sân vận động Jassim bin, Doha, Qatar                     | Afghanistan  | 3–0       | 6–0          | Vòng loại FIFA World Cup 2022 |
| 28. | 2 tháng 12 năm 2019  | Sân vận động Quốc tế Khalifa, Doha, Qatar                | UAE          | 3–1       | 4–2          | Cúp Vùng Vịnh 2019            |
| 29. | 13 tháng 11 năm 2020 | BSFZ-Arena, Maria Enzersdorf, Áo                         | Costa Rica   | 1–0       | 1–1          | Giao hữu                      |
| 30. | 27 tháng 3 năm 2021  | Sân vận động Nagyerdei, Debrecen, Hungary                | Azerbaijan   | 1–1       | 2–1          | Giao hữu                      |
| 31. | 27 tháng 3 năm 2021  | Sân vận động Nagyerdei, Debrecen, Hungary                | Azerbaijan   | 2–1       | 2–1          | Giao hữu                      |
| 32. | 7 tháng 6 năm 2021   | Sân vận động Jassim bin Hamad, Doha, Qatar               | Oman         | 1–0       | 1–0          | Vòng loại FIFA World Cup 2022 |
| 33. | 13 tháng 7 năm 2021  | Sân vận động BBVA, Houston, Hoa Kỳ                       | Panama       | 3–2       | 3–3          | CONCACAF Gold Cup 2021        |
| 34. | 6 tháng 12 năm 2021  | Sân vận động Al Bayt, Al Khor, Qatar                     | Iraq         | 3–0       | 3–0          | Cúp bóng đá Ả Rập 2021        |
| 35. | 27 tháng 9 năm 2022  | Sân vận động Franz Horr, Vienna, Áo                      | Chile        | 2–1       | 2–2          | Giao hữu                      |
| 36. | 23 tháng 10 năm 2022 | Sân vận động La Rosaleda, Málaga, Spain                  | Guatemala    | 1–0       | 2–0          | Giao hữu                      |
| 37. | 23 tháng 10 năm 2022 | Sân vận động La Rosaleda, Málaga, Spain                  | Guatemala    | 2–0       | 2–0          | Giao hữu                      |
| 38. | 7 tháng 9 năm 2023   | Sân vận động Al Janoub, Al Wakrah, Qatar                 | Kenya        | 1–1       | 1–2          | Giao hữu                      |
| 39. | 16 tháng 11 năm 2023 | Sân vận động Quốc tế Khalifa, Doha, Qatar                | Afghanistan  | 1–0       | 8–1          | Vòng loại FIFA World Cup 2026 |
| 40. | 22 tháng 1 năm 2024  | Sân vận động Quốc tế Khalifa, Doha, Qatar                | Trung Quốc   | 1–0       | 1–0          | AFC Asian Cup 2023            |
| 41. | 29 tháng 1 năm 2024  | Sân vận động Al Bayt, Al Khor, Qatar                     | Palestine    | 1–1       | 2–1          | AFC Asian Cup 2023            |
| 42. | 3 tháng 2 năm 2024   | Sân vận động Al Bayt, Al Khor, Qatar                     | Uzbekistan   | 1–0       | 1–1 (s.h.p.) | AFC Asian Cup 2023            |